# Sulingen
Sulingen is een gemeente in de Duitse deelstaat Nedersaksen. De gemeente ligt ongeveer 50 km ten zuiden van Bremen in het Landkreis Diepholz.
Sulingen telt 12.886 inwoners.

## Plaatsen binnen de gemeente

Kernstad en dorpen in de gemeente Sulingen

Sulingen bestaat uit de volgende stadsdelen (tussen haakjes het aantal inwoners):
- Kernstadt Sulingen (9.273)
- Klein Lessen (565)
- Groß Lessen (637)
- Rathlosen (536)
- Nordsulingen (1.336)
- Lindern  (545)

## Ligging, verkeer, vervoer
Sulingen ligt in een 30–50 m boven zeeniveau uitkomende streek met veel hoogveengebieden en dalen van een aantal kleine beken en riviertjes.
Sulingen ligt aan de Bundesstraße 214, die west-oost verloopt van Diepholz, 33 km ten westen van Sulingen, naar Nienburg/Weser, 27 km oostelijk van Sulingen. Het ligt ook aan de Bundesstraße 61, die noord-zuid (ringweg zuidelijk om de stad) verloopt van Bremen en Bassum, respectievelijk 50 en 21 km ten noorden van Sulingen, naar Petershagen en Minden, respectievelijk 40 en 50 km ten zuiden van Sulingen.
Hoewel er nog één spoorlijn door Sulingen loopt (tot ca. 1970 waren er dat zelfs vier) rijden er geen passagierstreinen meer naar het stadje. Een van de spoorlijntjes wordt incidenteel nog door olietreinen van grote oliemaatschappijen gebruikt. 
Openbaar-vervoerverbindingen per streekbus zijn er onder andere van en naar Nienburg/Weser, Bassum, Rahden, Diepholz en Twistringen.

## Economie
Sulingen ligt in een streek met veel hoogveengebieden. Anders dan in Nederland, vond hier tot na 1990, en incidenteel nog tot na 2010, turfwinning plaats.
Sulingen is  een typische plattelandsgemeente met veel landbouw, en met wat midden- en kleinbedrijf op enige kleine industrieterreinen. Een te Sulingen gevestigde schoenenfabriek heeft de productie medio 2020 gestaakt; de onderneming heeft er sindsdien alleen nog een kantoor. 

## Geschiedenis
Het bij Sulingen behorende dorp Rathlosen dankt zijn naam niet aan wanhopige mensen, maar de naam is een verkorting van ouder: *rath-loh-hausen:  nederzetting bij een open plek waar bos is gerooid.
Hoewel in de gemeente enige prehistorische voorwerpen zijn gevonden, komt ze pas in 1029 in de geschiedenis als de bisschop van Minden er een grote boerderij, echter zonder kasteel, blijkt te bezitten. Dit bisdom behield lange tijd de wereldlijke macht over Sulingen. 
Bij de pestepidemie van de 14e eeuw kwam een groot deel van de inwoners van het dorp om.  In de 16e t/m 18e eeuw lag Sulingen meestal in het Graafschap Hoya (waarover de bisschop van Minden overigens ook invloed had). Dit graafschap voert in zijn wapen een berenklauw, vandaar de berenklauw in het gemeentewapen van Sulingen. De meeste christenen in Sulingen zijn sinds de Reformatie in de 16e eeuw evangelisch-luthers.
Sulingen werd in de 16e t/m 18e eeuw diverse malen door pestepidemieën, oorlogsgeweld en andere rampen getroffen. Na een grote stadsbrand in 1719 werd de plaats geheel nieuw opgebouwd.
In 1900-1901, toen de plaats spoorwegverbindingen met o.a. Bremen en Bünde kreeg, groeide de plaats door nieuwbouw nabij deze spoorlijnen. Het reizigersverkeer per trein bleek na 1970 niet meer rendabel; de laatste passagierstrein verliet het station van Sulingen in 1994.
De plaats kreeg van de Duitse regering, ter gelegenheid van het 9e eeuwfeest, in 1929 het recht, zich stad te noemen.

## Monumenten, bezienswaardigheden
- Het uit 1721 gebouwde vakwerkhuis Alte Superintendentur, waar vroeger de vertegenwoordiger van de (lutherse) bisschop kantoor hield, is nu een cultureel centrum.
- De St.-Nicolaaskerk, nu evangelisch-luthers, dateert oorspronkelijk uit de 14e eeuw. Deze gotische hallenkerk is in 1875 ingrijpend gerenoveerd.
- In en om het stadje staan twee oude watermolens en één monumentale windmolen, type bovenkruier.
- Bij Sulingen ligt ten zuidwesten van het centrum  een meertje (Stadtsee). Het is in 1990 ontstaan door zandwinning, toen een ringweg om Sulingen werd aangelegd. Dicht bij dit meertje is het plaatselijke streekmuseum gelegen.
- De plaatselijke beeldhouwer Robert Enders (1928–2003) heeft veel grote sculpturen ter verrijking van het stadsbeeld vervaardigd.

## Geboren
- Liesel Westermann (1944), atlete, in 1967 de eerste die het wereldrecord discuswerpen op meer dan 60 m bracht
- Walter Momper (1945), burgemeester van West-Berlijn toen in 1989 de Berlijnse Muur viel
- Jan Rosenthal (7 april 1986), voetballer
- Özkan Yildirim (12 april 1993), voetballer

## Overleden
- Gordon Gollob (Graz, 16 juni 1912 – Sulingen, 8 september 1987), Oostenrijks gevechtspiloot tijdens de Tweede Wereldoorlog voor de Luftwaffe

## Afbeeldingen

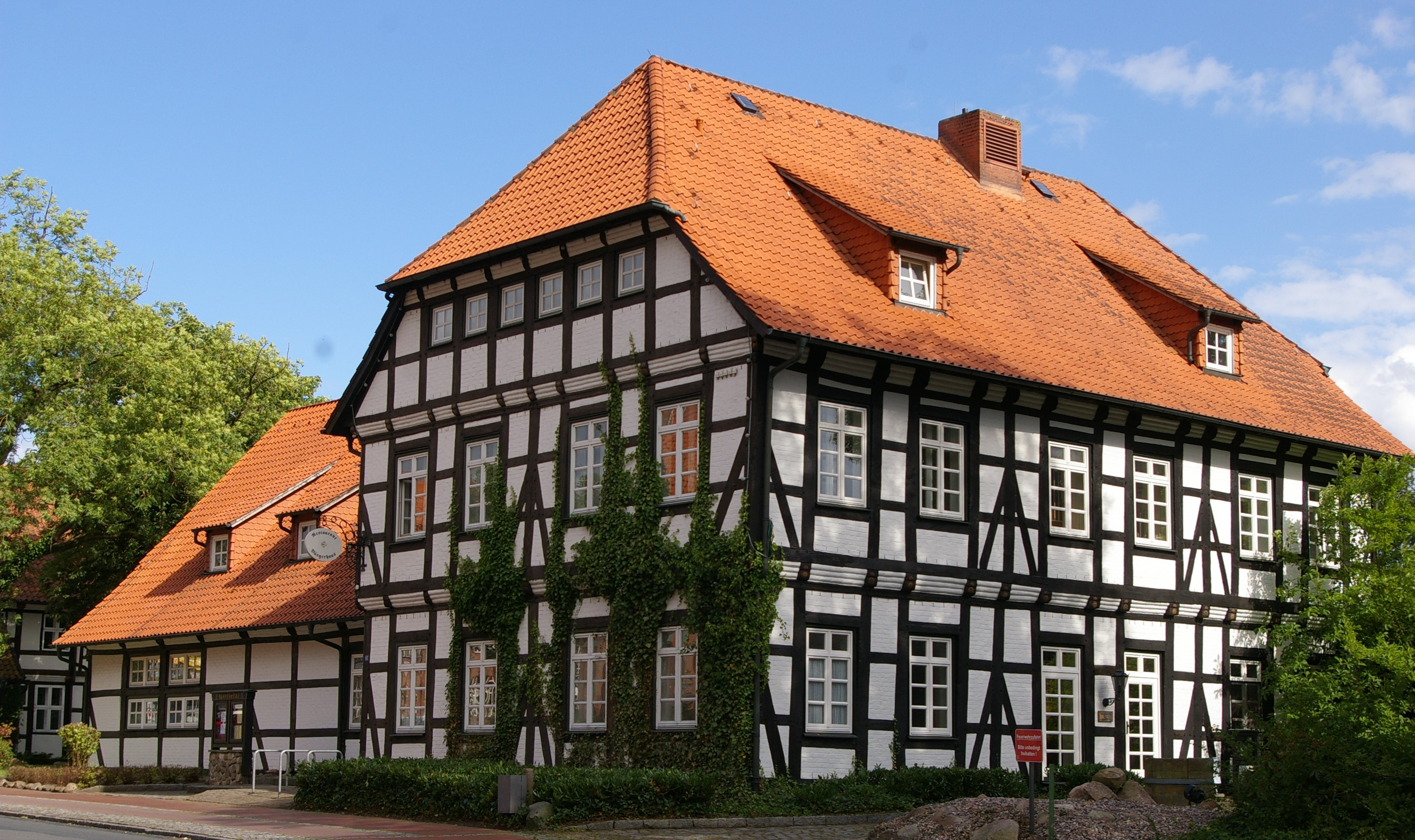
Alte Superintendentur
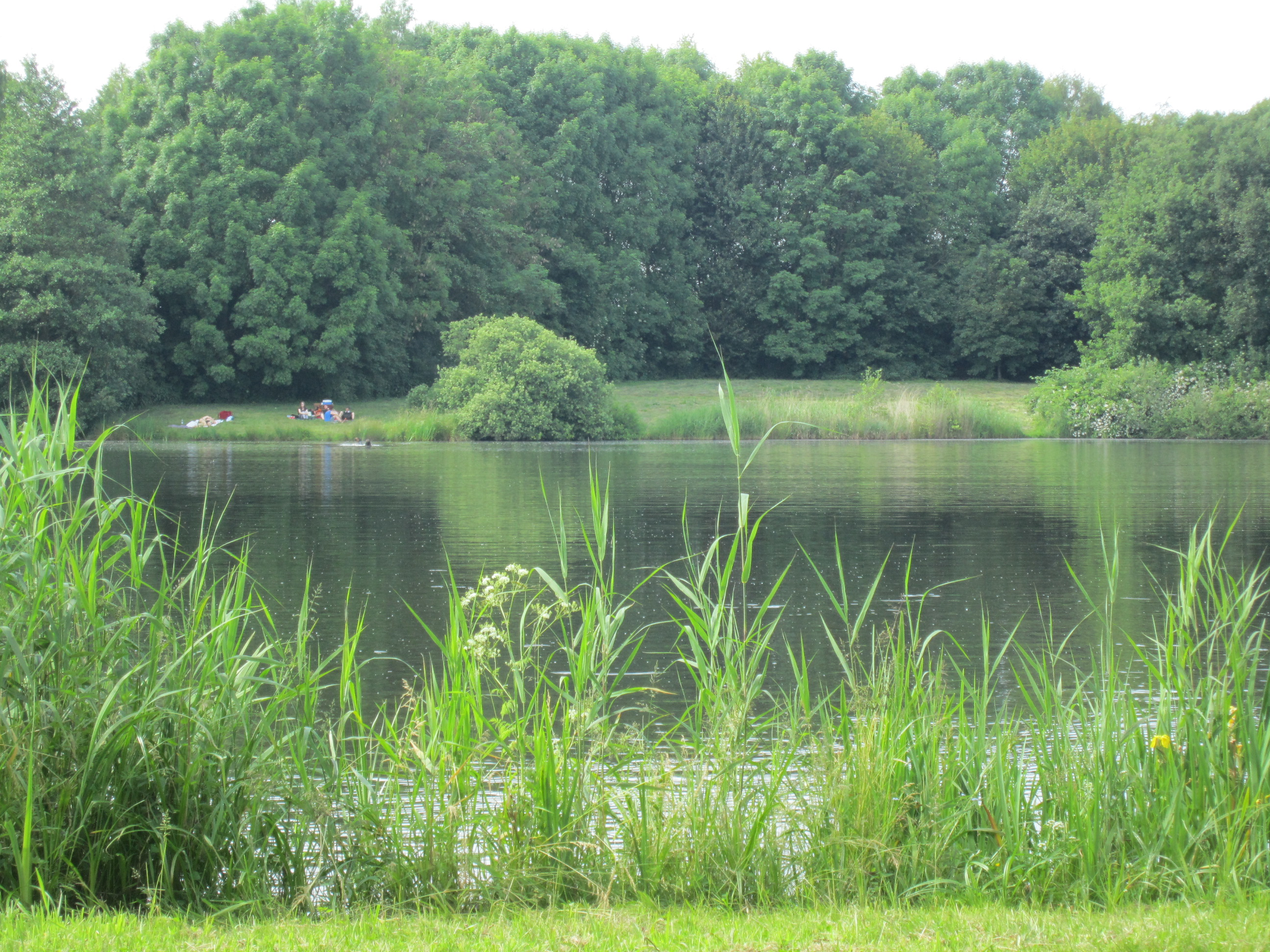
Meertje Stadtsee bij Sulingen
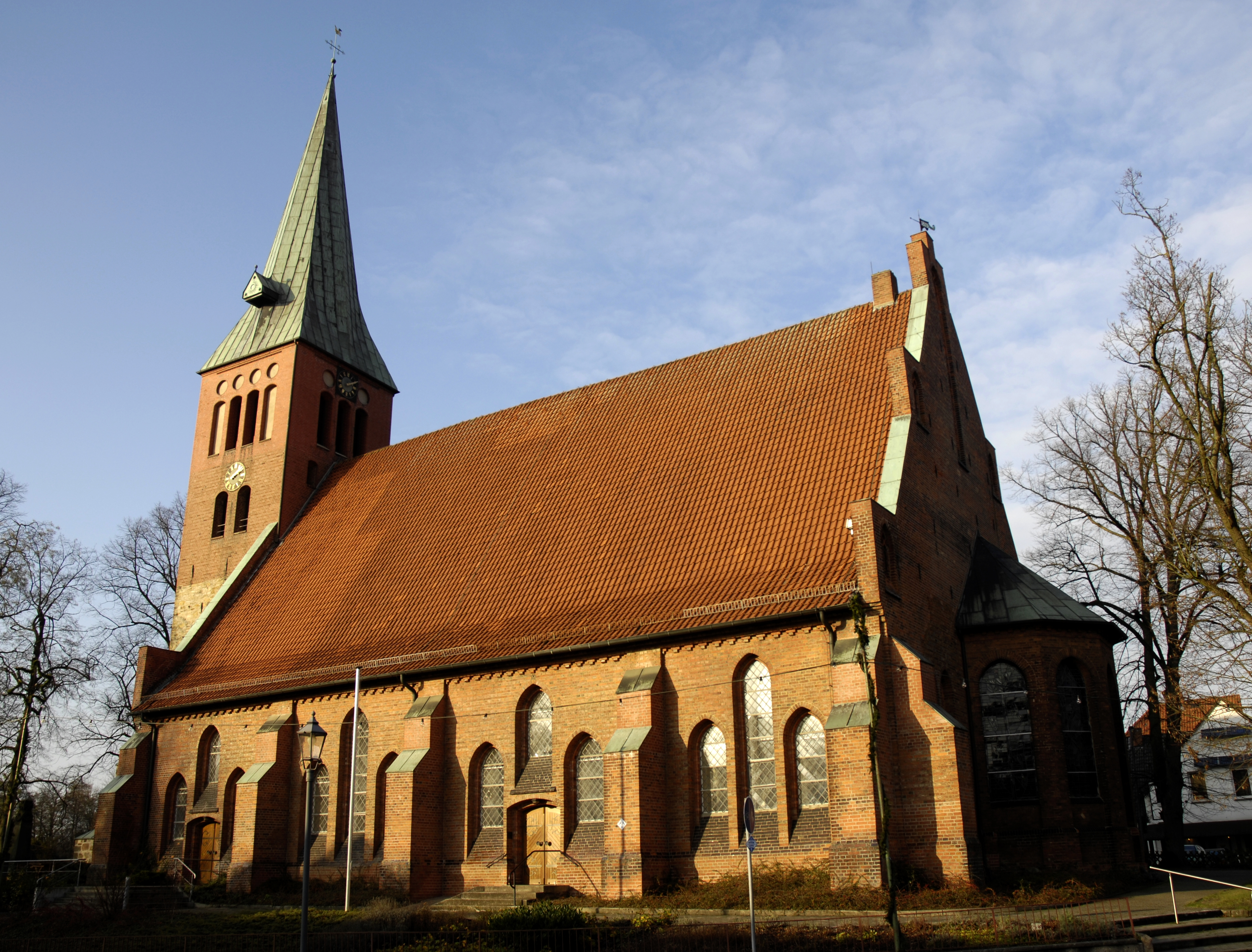
St.Nicolaaskerk
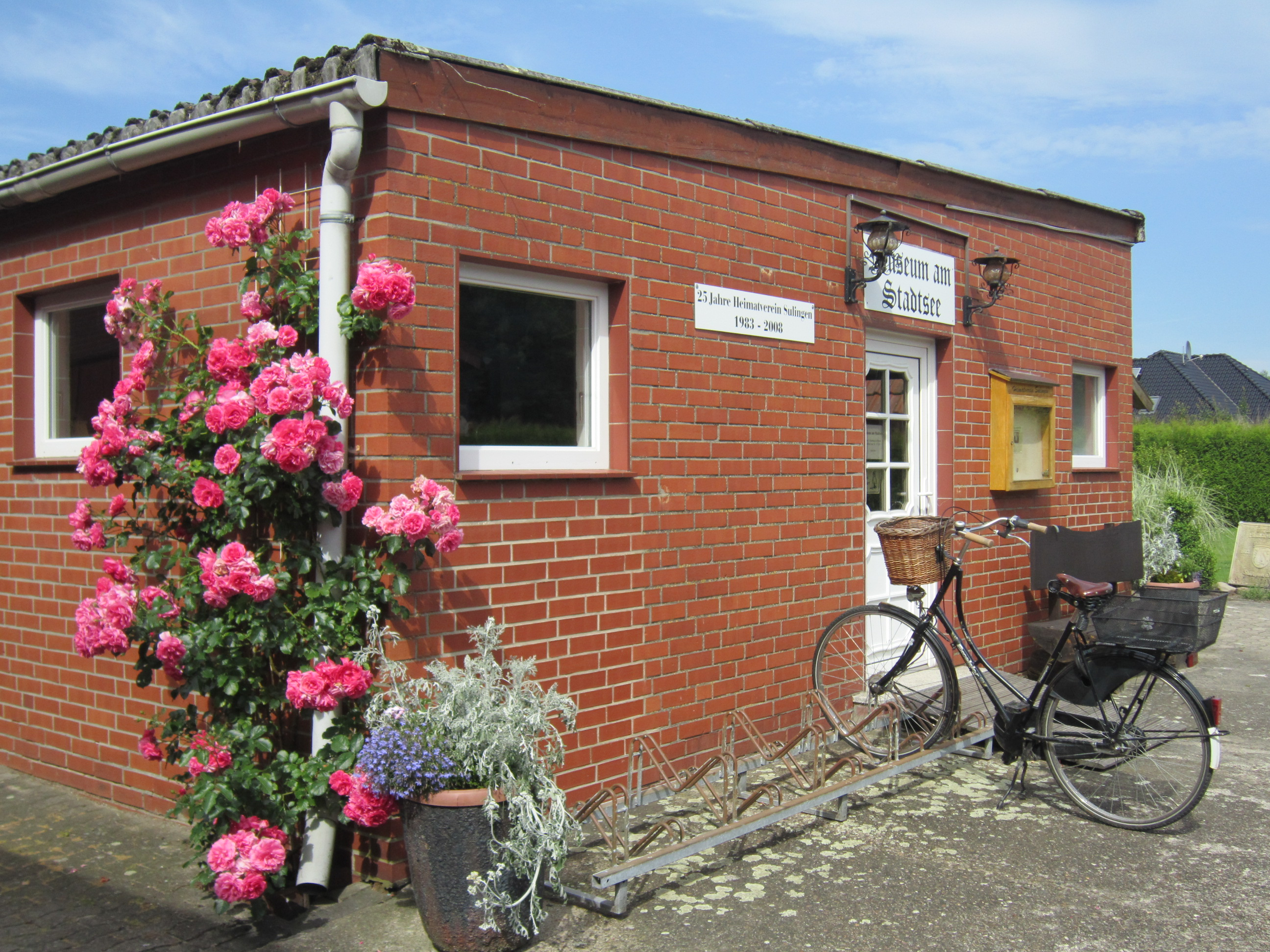
Streekmuseum am Stadtsee
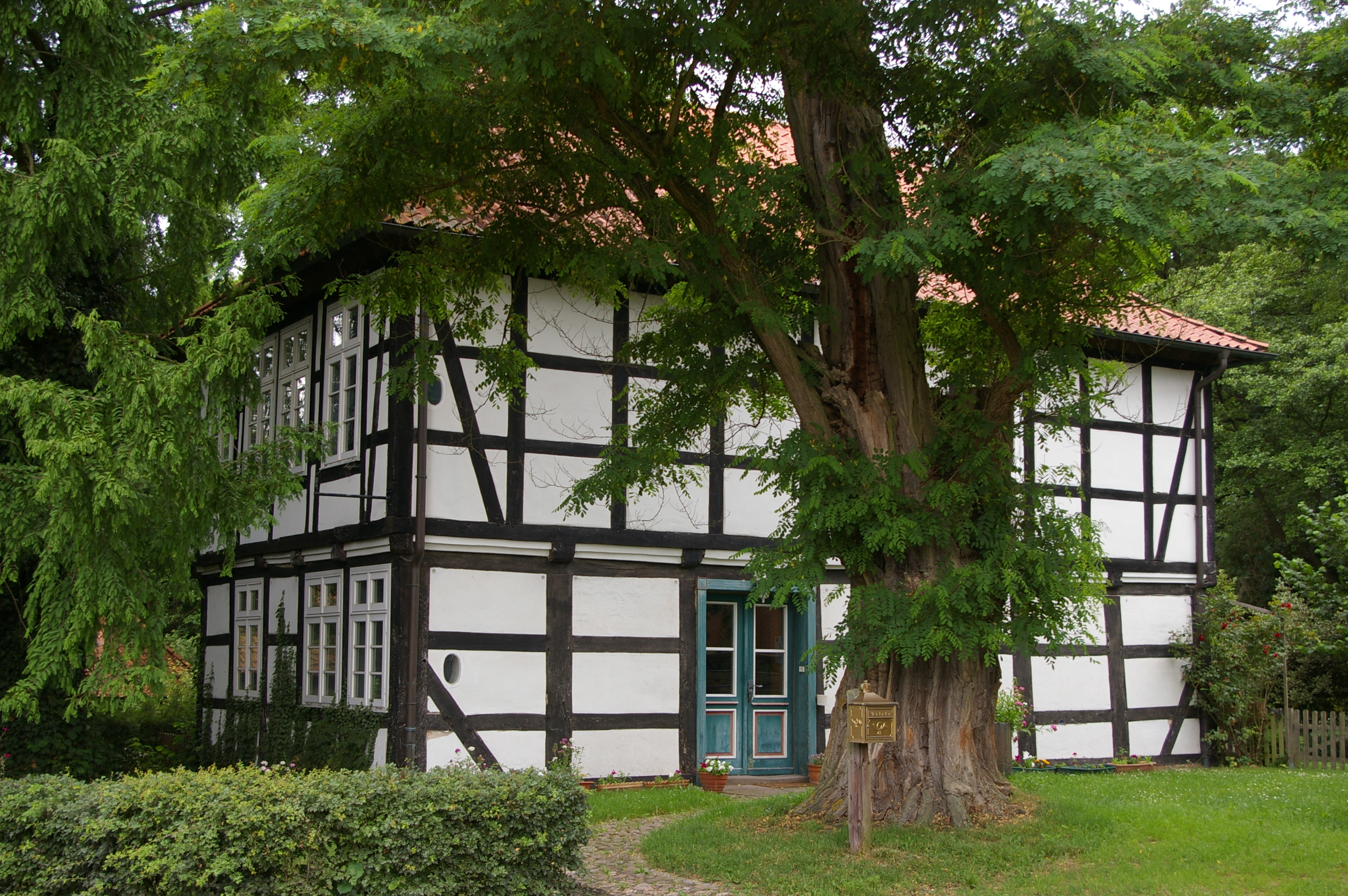
Vakwerkhuis aan de straat Meierdamm
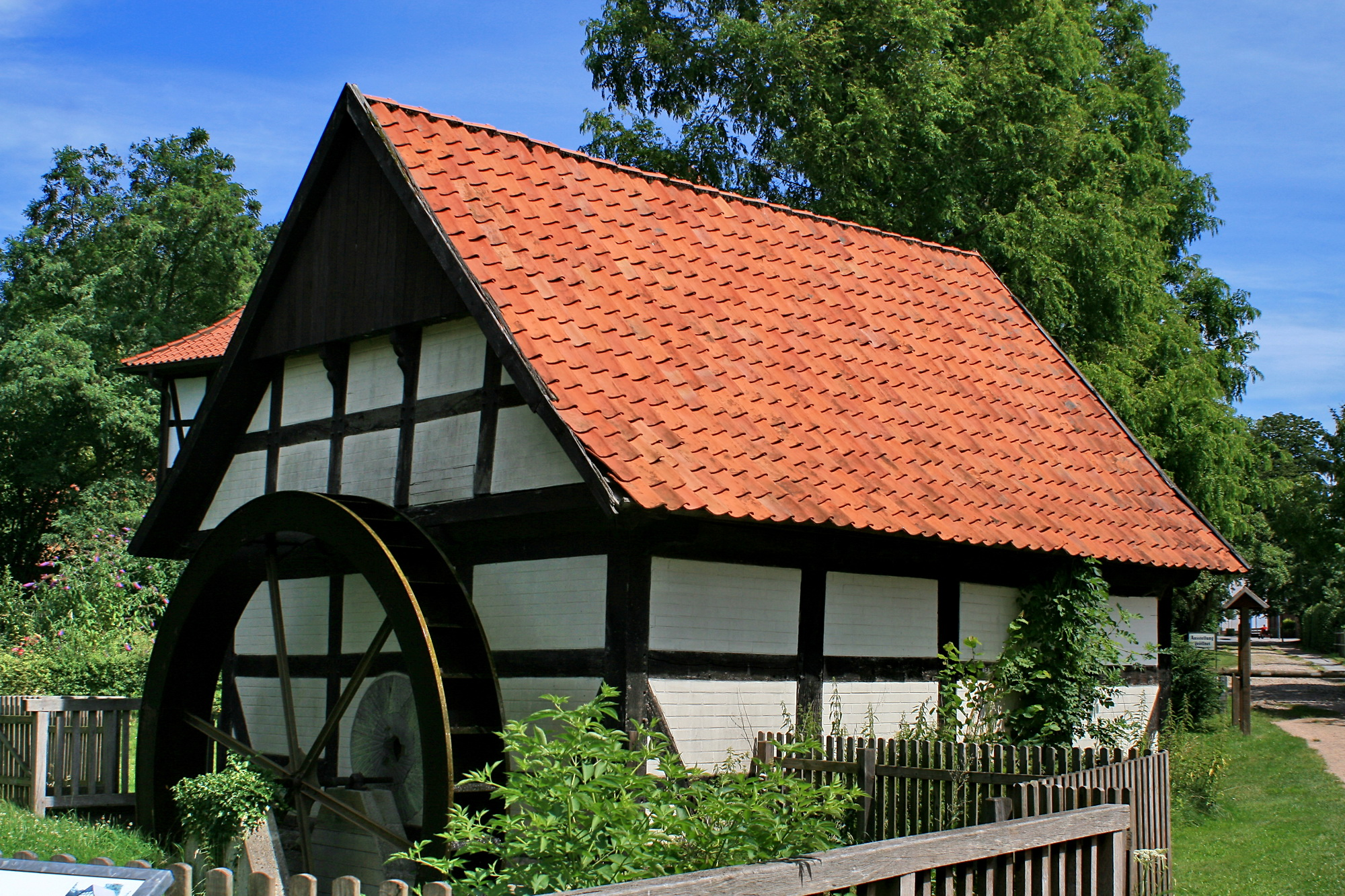
Watermolen aan de Meierdamm
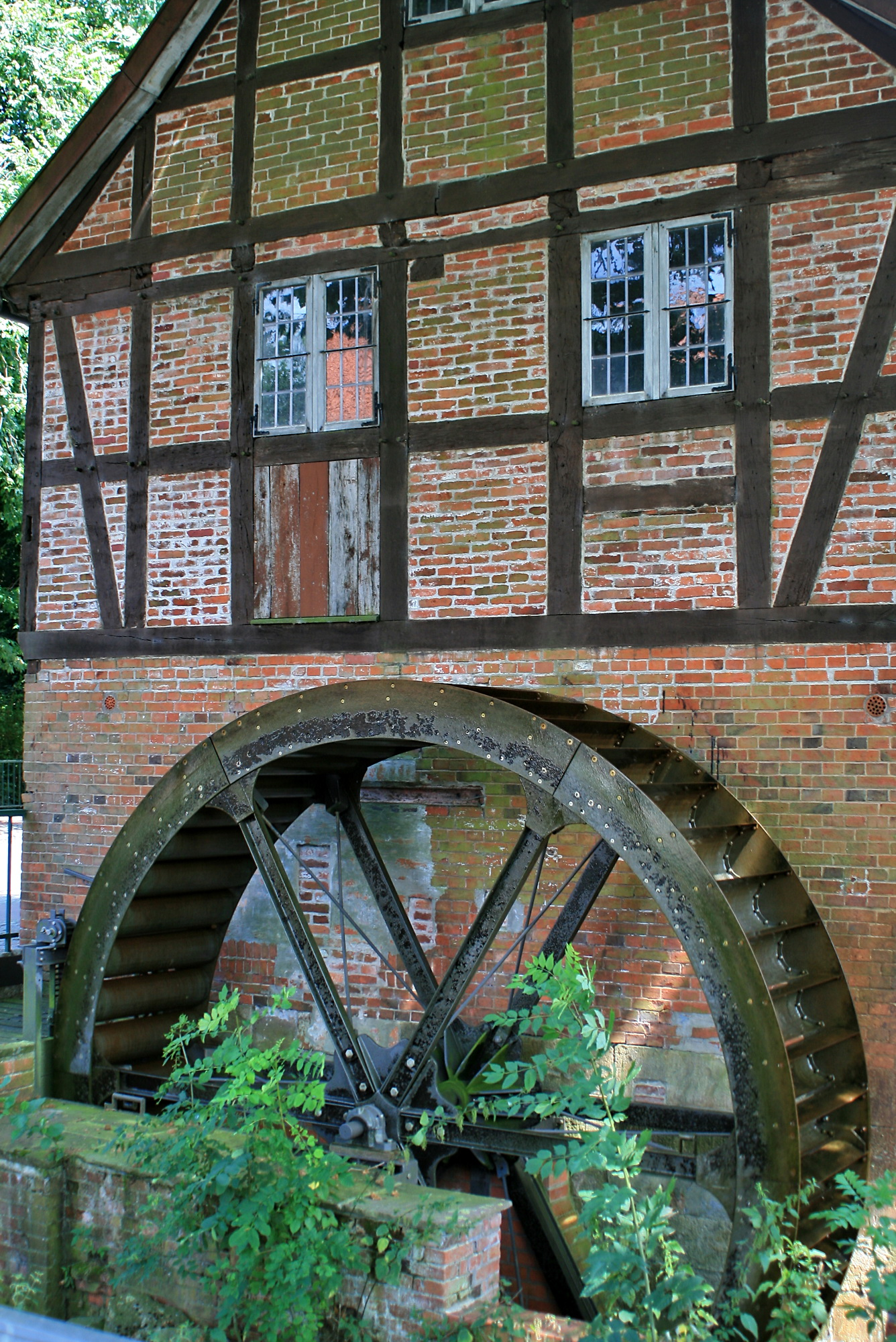
Lünings Watermolen (17e eeuw)
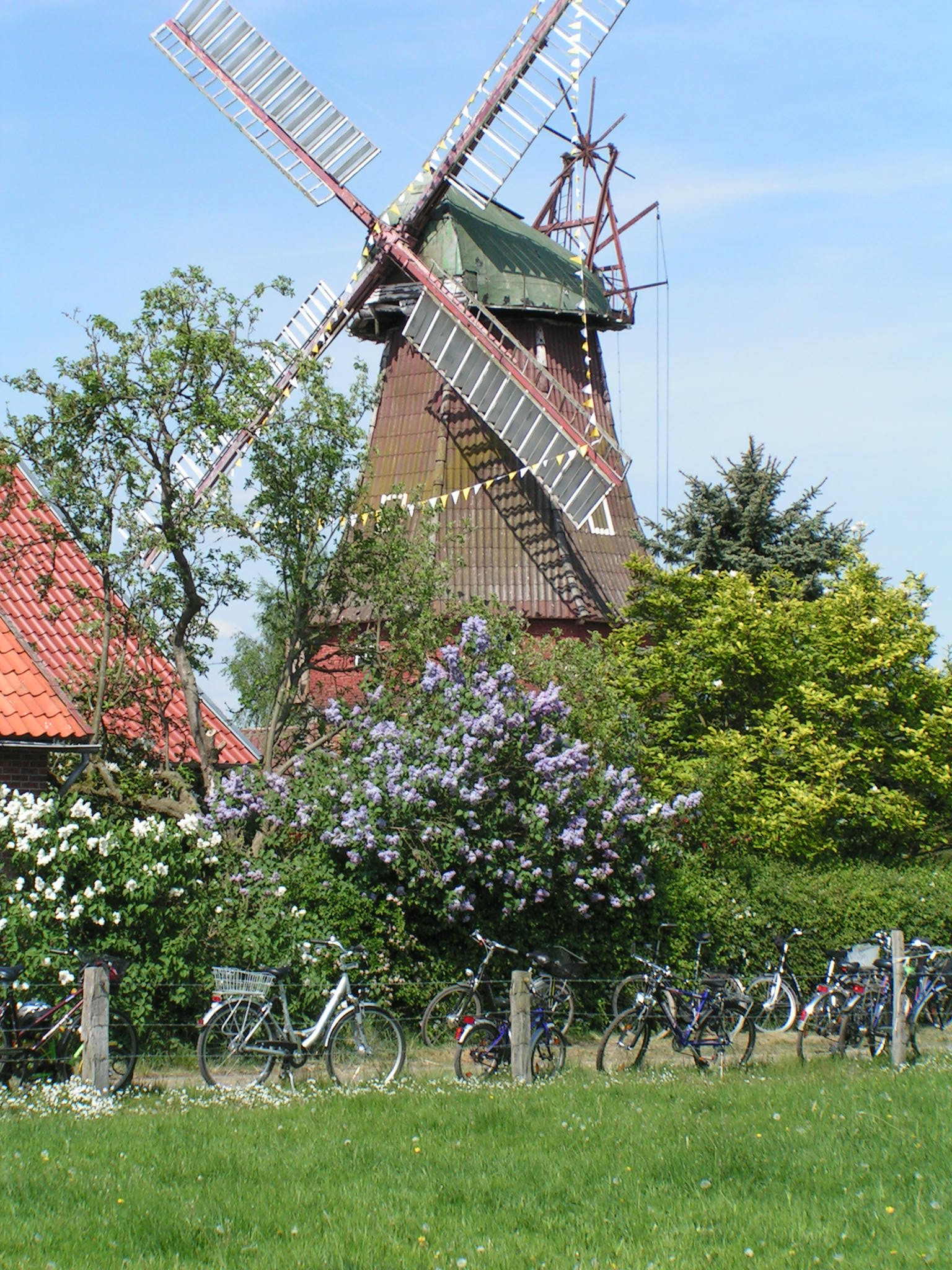
Windmolen van Labbus, aan de oostrand van het stadje
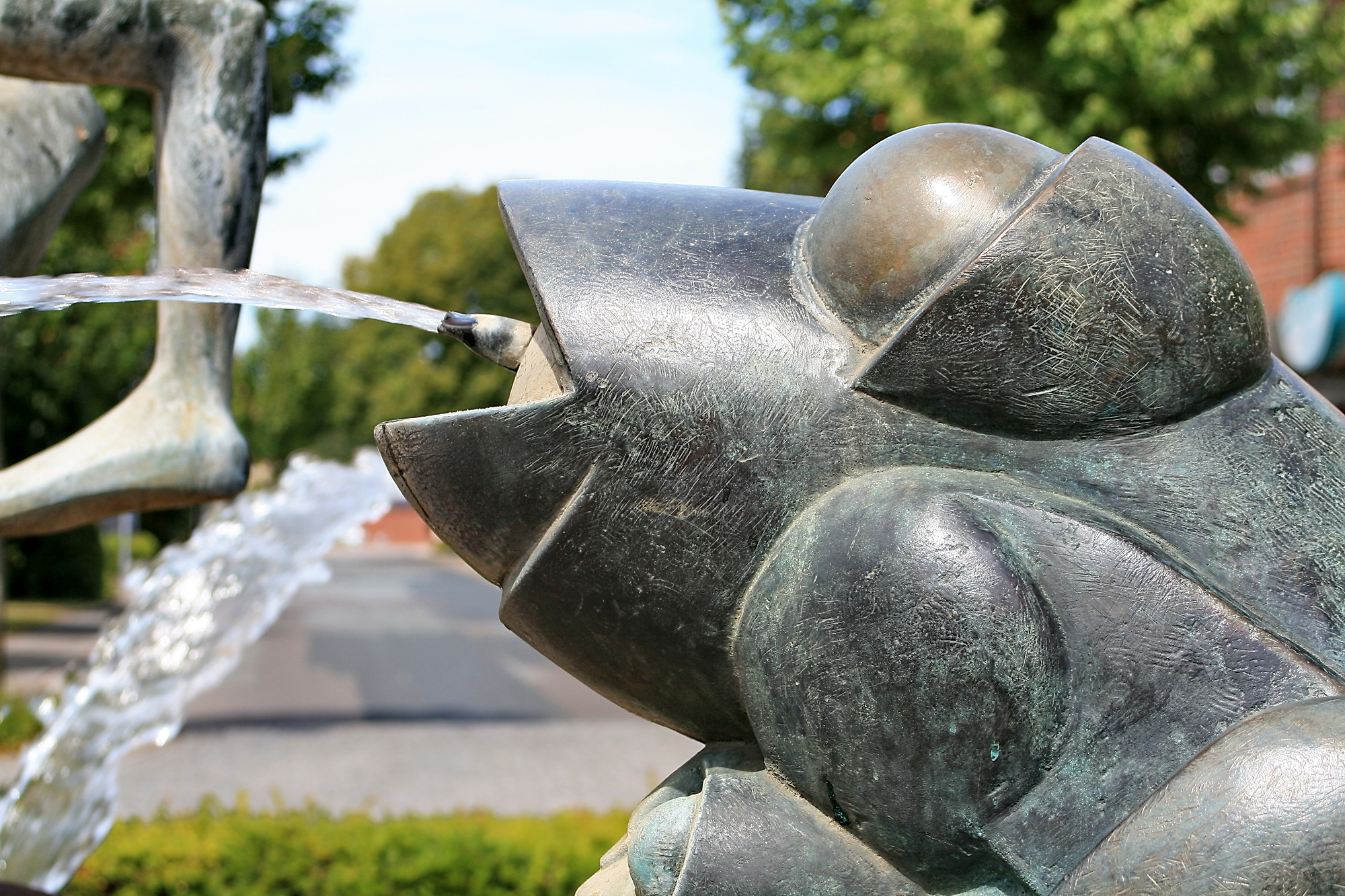
Kikkerfontein te Sulingen, door Robert Enders

## Partnergemeenten
Er bestaat een jumelage met:
- Joniškis, Litouwen, sedert 2000.

- Gemeinsame Normdatei: 4058565-7
- Library of Congress Control Number: n82051150
- MusicBrainz: 79c721e8-1d4f-44d6-94c4-3c55232011d8
- Nationale Bibliotheek van Israël: 987007564440005171
- Virtual International Authority File: 139574424
- WorldCat: E39PBJrcm6gbth3y7fQGHmymVC